# Сухој Су-31
Сухој Су-31 /(Suhoj Su-31), (рус. Сухой Су-31) је једномоторни, једноседи лаки руски нискокрилни авион за акробатско летење развијен 1991. године.

## Пројектовање и развој
Авион Сухој Су-31 је пројектован и направљен у фабрици Сухој и намена му је обука и тренажа у акробатском летењу као и за државна и међународна такмичења у акробатском летењу. Потекао је од веома успешног акробатског модела авиона Су-26М. Израда пројекта је започета 1991, а завршен је 1992. кад је обављен први пробни лет, а главни пројектант је В. П. Кондратијев. Авион је први пут приказан светској јавности на авио изложби Фарнбороу 1992. године, а већ у јулу је учествовао на Светском првенству у акробатском летењу одржаном у Авру Француска.

### Технички опис
Сухој Су-31 је лаки авион за акробатско летење пилота. То је авион мешовите конструкције нискокрилни једнокрилац са једним клипним ваздухом хлађеним радијалним мотором са 9 цилиндара, фиксним стајним трапом конвенционалног типа. Опремљен је мотором од 298 kW произвођача Веденејев М-14ПФ, и трокраком елисом од композитног материјала (Хофман) променљивог корака са редуктором. Авион је робусне конструкције направљен од лаких композитних материјала, пластике и стаклених влакана, углљеничних влакана, нерђајучег челика високе еластичности, титанијума и алуминијумских легура. Учешће композитних материјала у укупној маси авиона износи преко 70%. Његова робусна конструкција толерише G оптерећења у границама од +12 до -10, а то је граница коју не могу да поднесу акробатски пилоти. Крила авиона су трапезастог облика са равном нападном ивицом и равним завршетком. Пилот је смештен у затвореном кокпиту који је смештен иза крила. Унутрашњост кабине авиона је ергономски прилагођена пилоту, са удобним седиштем, нагнутим под углом од 35о и појасом за везивање. Дизајн кабине омогућава пилоту да прецизно контролише положај авиона у простору. Авион је опремљен седиштем за катапултирање у случају ванредне опасности. У односу на своје претходнике Су-26М и Су-29, авион Су-31 има следећа побољшања: повећано кормило, редизајнирана крила увођенјем титанијумских ребара и карбонских влакана, (побољшана стабилност лета и олакшано управљање авионом), појачана снага мотора, нови пропелер, (који омогућавају убрзање у вертикалном лету) побољшан комфор пилота, и додате две преграде за пртљаг.

### Варијанте
- Су-31Т - стандардна верзија авиона Су-31,
- Су-31Х - извозна верзија авиона Су-31 са резервоарима за гориво у крилима,
- Су-31М - верзија авиона Су-31 са резервоарима за гориво у крилима и уређајем за катапултиранје седишта,
- Су-31М3 - верзија авиона Су-31М са појачаним мотором М-9Ф снаге 313 kW, повећане максималне брзине и долета,
- Су-31У - верзија авиона Су-31 са увлачећим стајним трапом.

## Оперативно коришћење
Само месец дана после пробног лета у јулу 1992. године овај авион је учествовао на Светском првенству у акробатском летењу одржаном у Авру Француска и освојио бронзану медаљу. Већ од 1994. године овај авион је стандардна опрема руске репрезентације на шампионатима у акробатском летењу, и поновио је успех са Светског првенства из 1992. године. Посаду авиона Сухој Су-31 сачињава 1 члан тј. пилот. Авион је добио међународни сертификат 1994. године, а у Русији је сертификован 1995. године. Авион Сухој Су-31 се користи већ 15 година, што несумњиво потврђује квалитет овог авиона. На захтев купца авион се може опремити западном авиоником "Bekker" и "Bendix King", и GPS навигационим системом.

## Земље које користе овај авион
| - Аргентина - Аустралија - Чешка - Италија - Литванија - Русија | - Немачка - Јужна Африка - Уједињено Краљевство - Швајцарска - Шпанија - САД |